# 武定道
武定道，中华民国初期设置的道，属山东省。
民国十四年（1925年）10月，奉系军阀、山东督办兼省长张宗昌废除袁世凯时代设置的山东四道（济南道、济宁道、东临道，胶东道），将山东省分为十一道。武定道由济南道分置，道尹驻惠民县（今山东省惠民县）。辖惠民县、阳信县、无棣县、滨县、利津县、乐陵县、霑化县、蒲台县、商河县、青城县等10县。辖境相当今山东滨州市、东营市、商河县、高青县、乐陵市等地。民国十七年（1928年）5月，国民革命军北伐後废。日伪时期又设武定道。